# Trollfest
Trollfest é uma banda de folk metal da Noruega formada em 2003.

## Integrantes

### Formação atual
- Jostein (Trollmannen) - Vocais
- John Espen (Mr. Seidel) - Guitarra
- Martin (Psychotroll) - Baixo
- Eirik (Trollbank) - Bateria

## Discografia

### Álbuns
- Promo (Demo) - (2004)
- Willkommen Folk Tell Drekka Fest! -  (2005)
- Brakebein - (2006)
- Villanden - (2009)
- En Kvest For Den Hellige Gral - (2011)
- Brumlebassen - (2012)
- Kaptein Kaos - (2014)
- Helluva - (2017)
- Norwegian Fairytales (2019)

### EPs
- Uraltes Elemente (2009)